# Pyrenophora dictyoides
Pyrenophora dictyoides är en svampart som beskrevs av A.R. Paul & Parbery 1968. Pyrenophora dictyoides ingår i släktet Pyrenophora och familjen Pleosporaceae.   Inga underarter finns listade i Catalogue of Life.